# Sajtburger

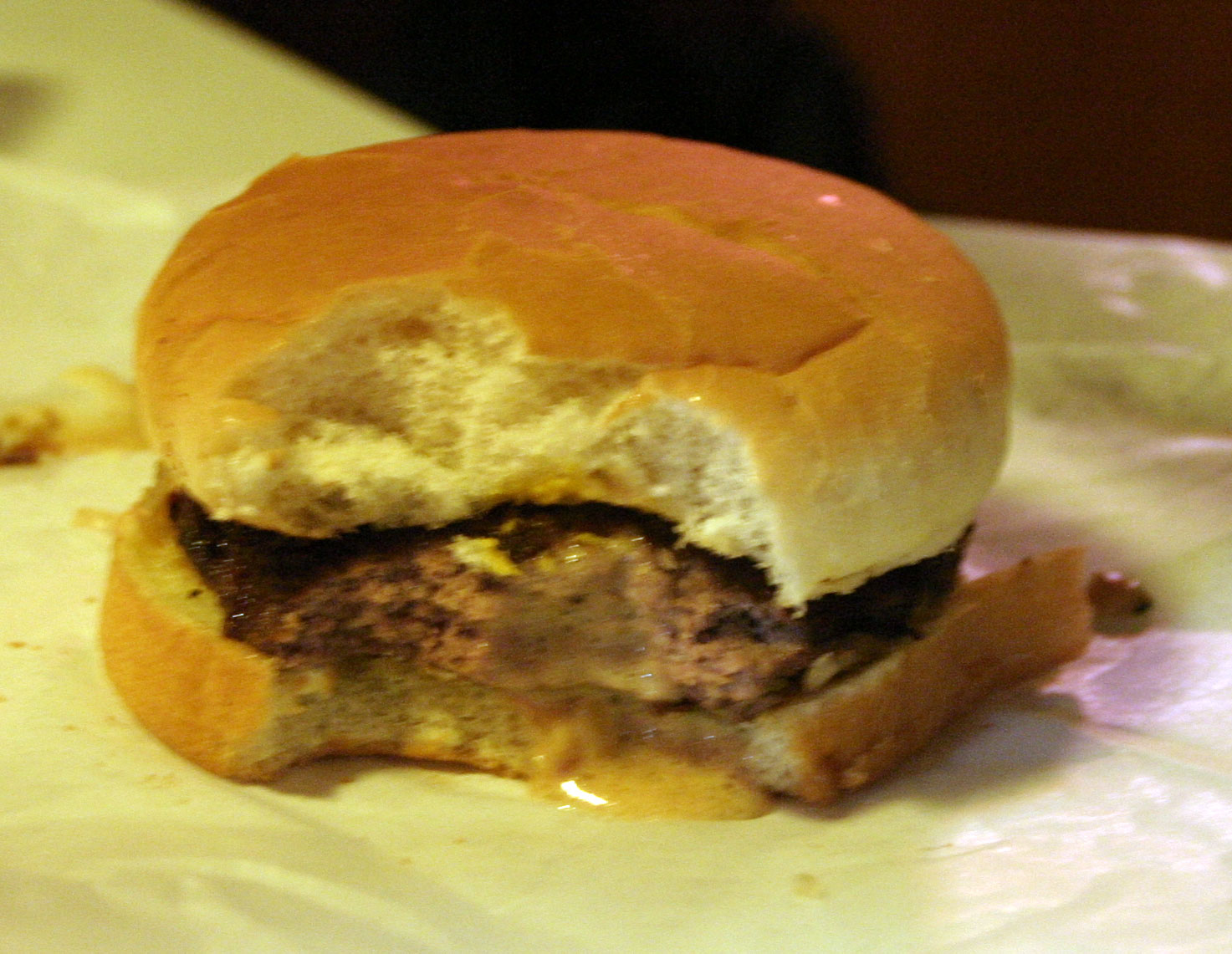
A „Jucy-lucy”

A sajtburger egy szelet sajtot is tartalmazó hamburger. Nem ritka, hogy nagyobb sajtburgerek több mint egy sajtszelettel bírnak, ezeket gyakorta nevezik dupla vagy tripla sajtburgernek, a sajton kívül húspogácsából is ennek megfelelő számúval van dúsítva. Néha a sajtszeleten kívül vagy helyett olvasztott, illetve reszelt sajtot is szoktak beletenni.

## A szó eredete
A sajtburger az angol Cheeseburger (sajt + hamburger szavak összeolvasztása) tükörfordítása.

## A termék története
Az első sajtburgert Lionel Sternberger sütötte 1924-ben, a kaliforniai Pasadenában. Amikor Sternberger 1964-ben meghalt, a Time február 7-i számában az alábbi sorokat közölte:
„…16 éves éhes korában [Steinberger] kísérleti jelleggel a sercegő hamburgerbe dobott egy sajtszeletet, mialatt apja szendvicsboltjában segített be Pasadenában, s így feltalálta a Cheeseburgert…”
Másfelé többen is maguknak vélték tudni a sajtburger kiötlését. A Kentucky állambeli Louisville Kaelin's Restaurantja állítása szerint ők találták fel az ételt 1934-ben. A következő évben a „CHEESEBURGER” szót védjegyet a Coloradóban, Denverben található Humpty Dumpty Drive-In tulajdonosának, Louis Ballastnak a javára lajstromozták.
A sajtburger a legtöbb esetben számos más összetevőt is tartalmaz a sajton és a húson kívül, ez lehet paradicsom, fejes saláta, hagyma, húsosszalonna, mustár, ketchup, majonéz vagy más egyéb. Az úgynevezett „jucy lucy” olyan sajtburger, melyben a sajtot a húspogácsába helyezik, s addig sütik, míg meg nem olvad benne. Ez a változat a minnesotai Minneapolisból származik.

## Lásd még
- Hamburger

## Külső hivatkozások
- A sajtburger történelme (angol nyelven)